# Aron Anderson

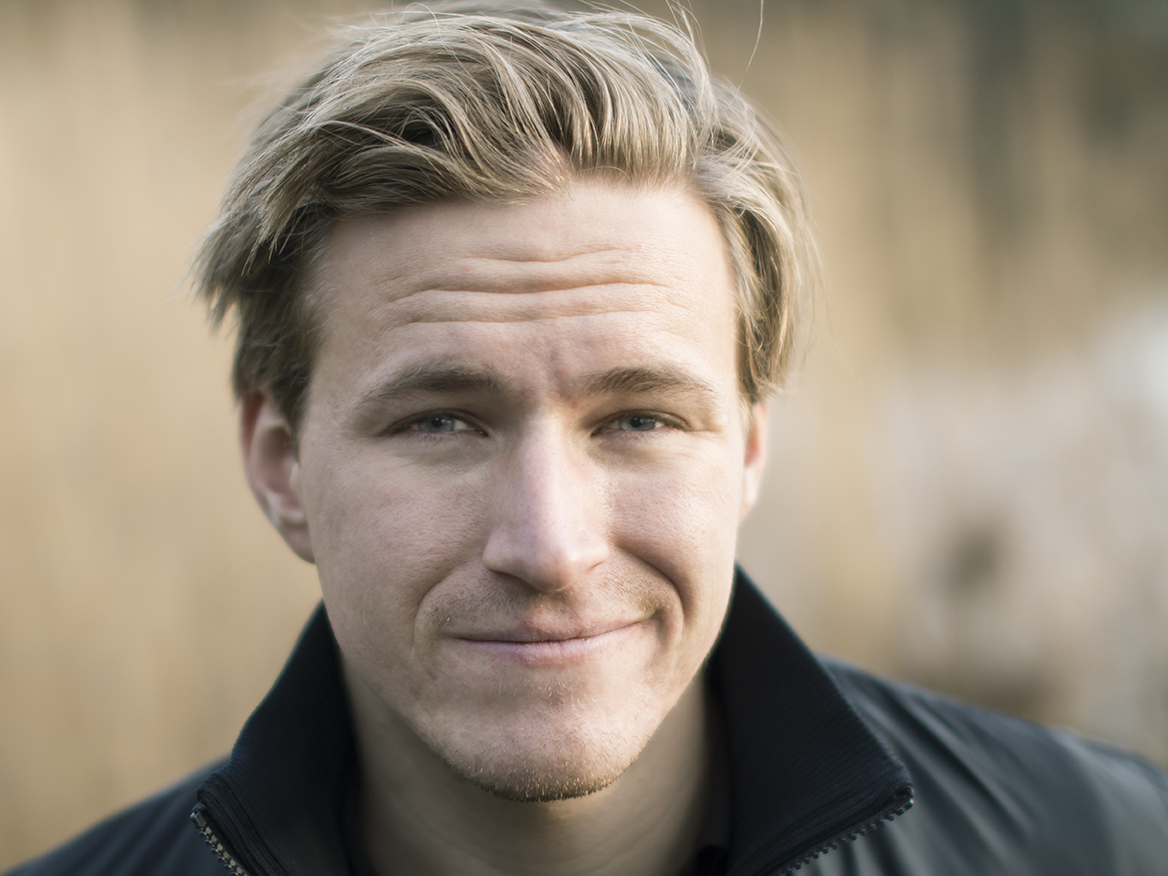
Aron Anderson (2014)

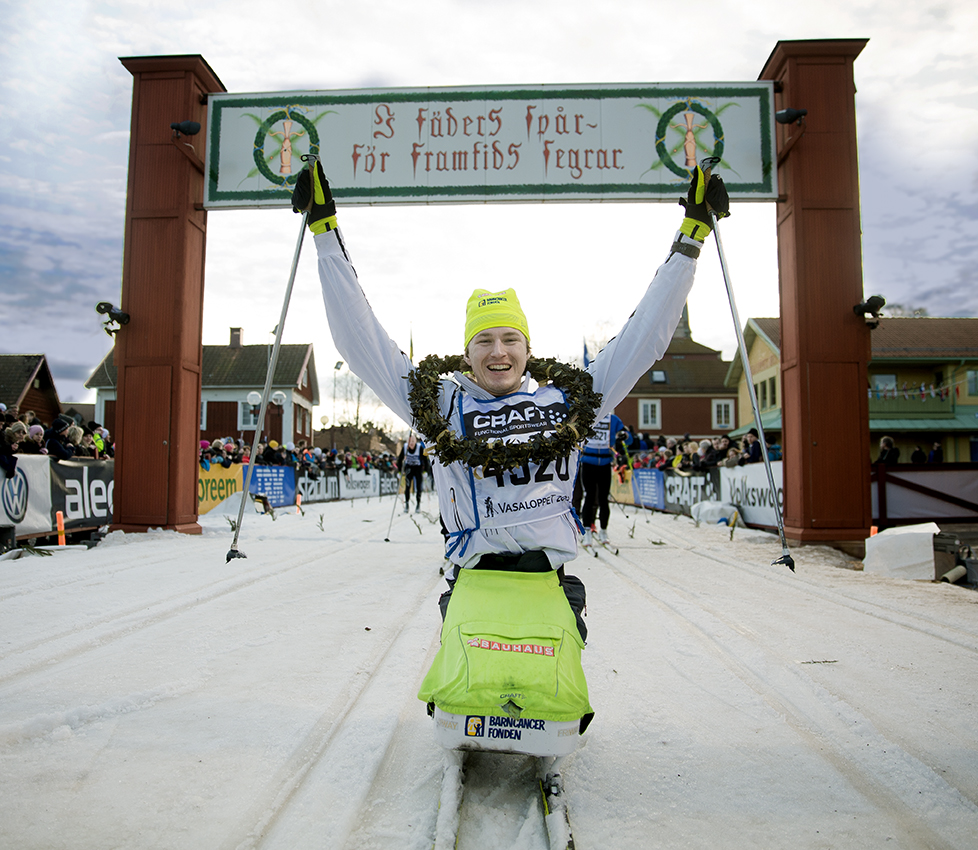
Aron Anderson Vasaloppet 2015

Aron Anderson (* 26. Januar 1988 in Stockholm) ist ein schwedischer Abenteurer und Ausnahmesportler.

## Leben
1996 wurde bei Anderson Krebs im Kreuzbein diagnostiziert. Die Erkrankung führte zu einer Querschnittlähmung, aufgrund derer Anderson seit seinem neunten Lebensjahr auf einen Rollstuhl angewiesen ist.
Anderson bestieg u. a. den Kilimandscharo, nahm an vier Paralympics (in den Sportarten Segeln, Leichtathletik und Schlittenhockey) teil, gewann 2004 bei den IPC Ice Sledge Hockey World Championships die Bronzemedaille und ist Ironman-Finisher.
Im Dezember 2016 fuhr er als weltweit erster Querschnittgelähmter 300 km auf Sitzskiern bis zum Südpol. Damit sammelte er fast fünf Millionen Schwedische Kronen (ca. 510.000 Euro) Spenden für die schwedische Kinderkrebsorganisation Barncancerfonden.
Am 7. Mai 2017 fuhr Anderson bei der vierten Austragung des Wings for Life World Run in Dubai die Weltrekorddistanz von 92,14 km und wurde gleichzeitig der erste Rollstuhlfahrer, der bei diesem Lauf den globalen Sieg holen konnte. Den Erfolg wiederholte er am 6. Mai 2018 durch einen erneuten Sieg bei der fünften Austragung in Sunrise (Florida) mit einer Distanz von 89,85 km.